# Мансурова, Цецилия Львовна
Цеци́лия Льво́вна Мансу́рова (настоящая фамилия — Воллерште́йн; 8 (20) марта 1896, Москва, Российская империя — 22 января 1976, Москва, СССР) — советская актриса, педагог, народная артистка СССР (1971).

## Биография

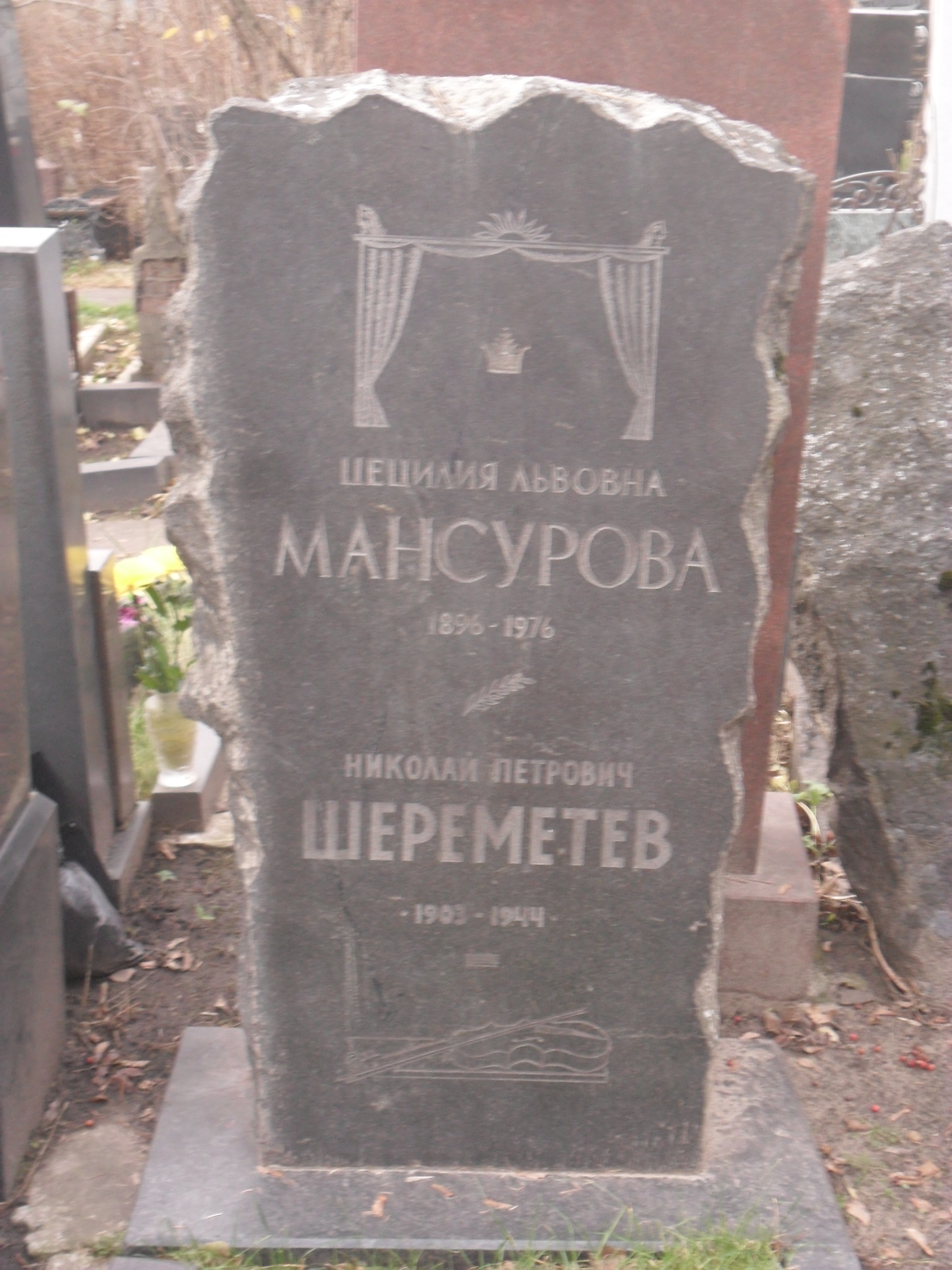
Могила Мансуровой на Новодевичьем кладбище Москвы.

Родилась 8 [20] марта 1896 года (по другим данным — в 1897 году) в Москве, в еврейской семье.
В 1919 году окончила юридический факультет Киевского университета. С 1919 года — студентка, затем актриса Московской драматической студии Е. Б. Вахтангова (с 1920 года — 3-я студия МХАТ), находившейся в Мансуровском переулке, по названию которого взяла сценический псевдоним. С 1926 года Студия стала называться Театром им. Е. Вахтангова.
Во время войны была художественным руководителем фронтового филиала Театра им. Е. Вахтангова (1942—1945), где поставила пьесу «Не в свои сани не садись» А. Н. Островского (1944).
С 1925 года преподавала в театральной школе при Театре им. Е. Вахтангова (с 1939 — Театральное училище им. Б. В. Щукина, ныне Театральный институт имени Бориса Щукина) (с 1946 года — профессор).
Умерла 22 января 1976 года на 80-м году жизни в Москве. Похоронена на Новодевичьем кладбище (участок № 2) рядом с мужем.

### Семья
Отец — Лев Лазаревич Воллерштейн, инженер. Мать — Фаня Ефимовна Гальперина (1877—1964), домохозяйка.
Брат Леонид (1902—1980).
Дядя Лев Гальперин (1872—1951), историк и публицист.
Муж граф Николай Шереметев (1903—1944). Из-за любви к актрисе пошёл на разрыв с роднёй, не уехал в эмиграцию, остался в большевистской России. Служил скрипачом и концертмейстером в театре им. Е. Вахтангова, сочинял музыку к спектаклям. Не раз арестовывался. Всякий раз представители администрации и популярные артисты театра ездили к своим могущественным почитателям, прося его освободить. В 1944 году погиб на охоте при невыясненных обстоятельствах. Мансурова больше замуж не вышла.

## Творчество

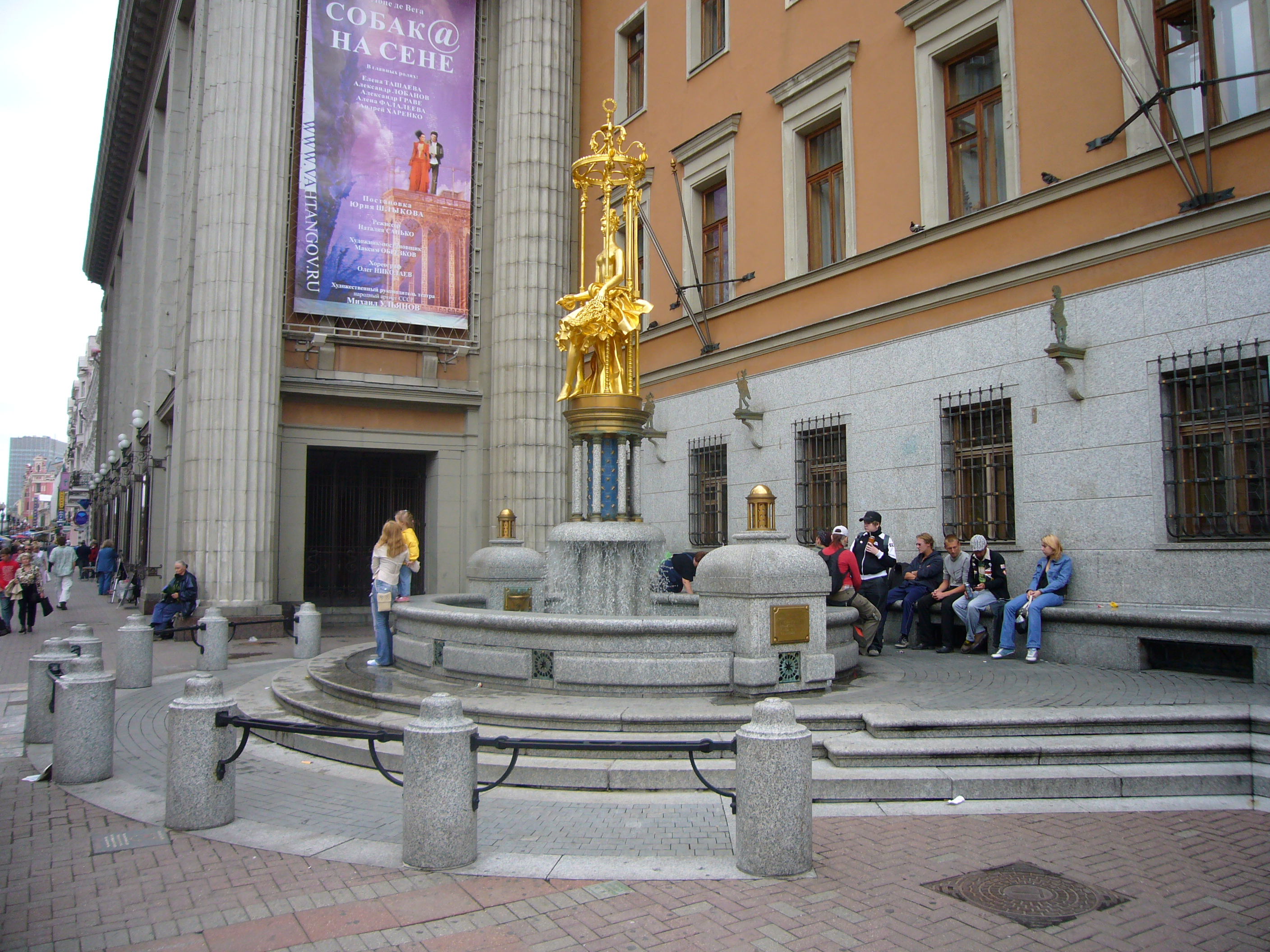
Фонтан «Принцесса Турандот» у Вахтанговского театра на Арбате (скульптор А.Бурганов, 1999). Первой исполнительницей роли была Ц. Л. Мансурова.

### Роли в 3-й студии МХТ и Театре им. Е. Вахтангова
- 1919 — Елена Кармина — «Женитьба Белугина», отрывок из пьесы А. Н. Островского и Н. Я. Соловьева
- 1922 — Принцесса Турандот — «Принцесса Турандот», по фьябе К. Гоцци, реж. Е. Б. Вахтангов
- 1924 — Донья Уррака — «Комедии Мериме» («Рай и ад»; из цикла «Театр Клары Газуль» П. Мериме), реж. А. Д. Попов
- 1926 — Зойка — «Зойкина квартира» М. А. Булгакова, реж. А. Д. Попов
- 1927 — Ксения — «Разлом» Б. А. Лавренёва, реж. А. Д. Попов
- 1929 — Лизавета Ивановна — «Заговор чувств» по инсценировке романа «Зависть» Ю. К. Олеши, реж. А. Д. Попов
- 1930 — Соня — «Авангард» В. П. Катаева, реж. А. Д. Попов
- 1930 — Молли — «Сенсация» Б. Хекта и Ч. МакАртура, реж. Р. Н. Симонов
- 1930 — Леди Мильфорд — «Коварство и любовь» Ф. Шиллера, реж. П. Г. Антокольский, О. Н. Басов, Б. Е. Захава
- 1932 — Шурка — «Егор Булычов и другие» М. Горького, реж. Б. Е. Захава
- 1933  — Жанна Барбье — «Интервенция» Л. И. Славина, реж. Р. Н. Симонов
- 1934 — Дельфина де Нюсенжен [ввод] — «Человеческая комедия» по О. де Бальзаку, реж. А. Д. Козловский и Б. В. Щукин
- 1935 — Вера Газгольдер — «Дорога цветов» В. П. Катаева, реж. И. М. Рапопорт, О. Н. Басов
- 1936 — Беатриче — «Много шума из ничего» У. Шекспира, реж. М. Д. Синельникова, И. М. Рапопорт
- 1937 — Леонтина де Серизи [ввод] — «Человеческая комедия» по О. де Бальзаку, реж. А. Д. Козловский, Б. В. Щукин
- 1941 — Инкен Петерс — «Перед заходом солнца» Г. Гауптмана, реж. А. И. Ремизова
- 1941 — Баронесса Штраль — «Маскарад» М. Ю. Лермонтова, реж. А. П. Тутышкин
- 1942 — Роксана — «Сирано де Бержерак» Э. Ростана, реж. Н. П. Охлопков
- 1945 — Татьяна Львовна — «Новогодняя ночь» А. К. Гладкова, реж. Б. А. Бабочкин
- 1948 — Алиса Лэнгдон — «Глубокие корни» Дж. Гоу и А. д’Юссо, реж. Р. Н. Симонов, А. М. Габович
- 1948 — Ольга — «Макар Дубрава» А. Е. Корнейчкуа, реж. И. М. Рапопорт
- 1949 — Христина Падера — «Заговор обречённых» Н. Е. Вирты, реж. Р. Н. Симонов, А. М. Габович
- 1950 — Фантина — «Отверженные» В. Гюго, инсценировка С. А. Радзинского, реж. А. И. Ремизова
- 1952 — Мать Хуана — «Седая девушка» Хэ Цзинчжи и Дин Ни, реж. С. А. Герасимов, С. И. Самсонов, Т. М. Лиознова
- 1953 — Частухина — «Кандидат партии» А. А. Крона, реж. Б. Е. Захава
- 1954  — Аркадина — «Чайка» А. П. Чехова, реж. Б. Е. Захава
- 1956 — Маргарита — «Одна» С. И. Алёшина, реж. А. И. Ремизова
- 1956 — Филумена Мартурано — «Филумена Мартурано» Э. де Филиппо, реж. Е. Р. Симонов
- 1958 — Георгия — «Ангела» Г. Севастикоглу, реж. А. И. Ремизова
- 1961 — Наталья Сергеевна — «Русский лес» по Л. М. Леонова, реж. Ф. П. Бондаренко
- 1962 — Анна Дмитриевна Каренина — «Живой труп» Л. Н. Толстого, реж. Р. Н. Симонов
- 1963 — Софья Казимировна — «Железный ангел» П. Ф. Нилина, реж. А. И. Ремизова
- 1970 — Бабушка Лиза — «Человек с ружьём» Н. Ф. Погодина, реж. Е. Р. Симонов

### Фильмография
- 1958 — Дорогой мой человек — Ашхен Оганян
- 1969 — Пещерные люди (фильм-спектакль)
- 1972 — Мраморный дом — тётя Нина

### Документальные фильмы
- 2007 — Прекрасная насмешница. Цецилия Мансурова (реж. Е. Никитан)

## Награды и звания
- Заслуженная артистка РСФСР (1937)
- Народная артистка РСФСР (24 марта 1943)
- Народная артистка СССР (1971)
- орден Трудового Красного Знамени (1946) — в связи с 25-летием Театра им. Е. Вахтангова
- Медаль «За доблестный труд в Великой Отечественной войне 1941—1945 гг.»
- Медаль «В память 800-летия Москвы»